# Bulevar Marítimo Patricio Peralta Ramos
El Bulevar Marítimo Patricio Peralta Ramos es la una avenida que recorre las playas céntricas en la ciudad de Mar del Plata, Argentina. Hacia el sur se continúa por la Avenida de los Trabajadores (antes Avenida Martínez de Hoz), y hacia el norte por la Avenida Félix Camet.

## Historia

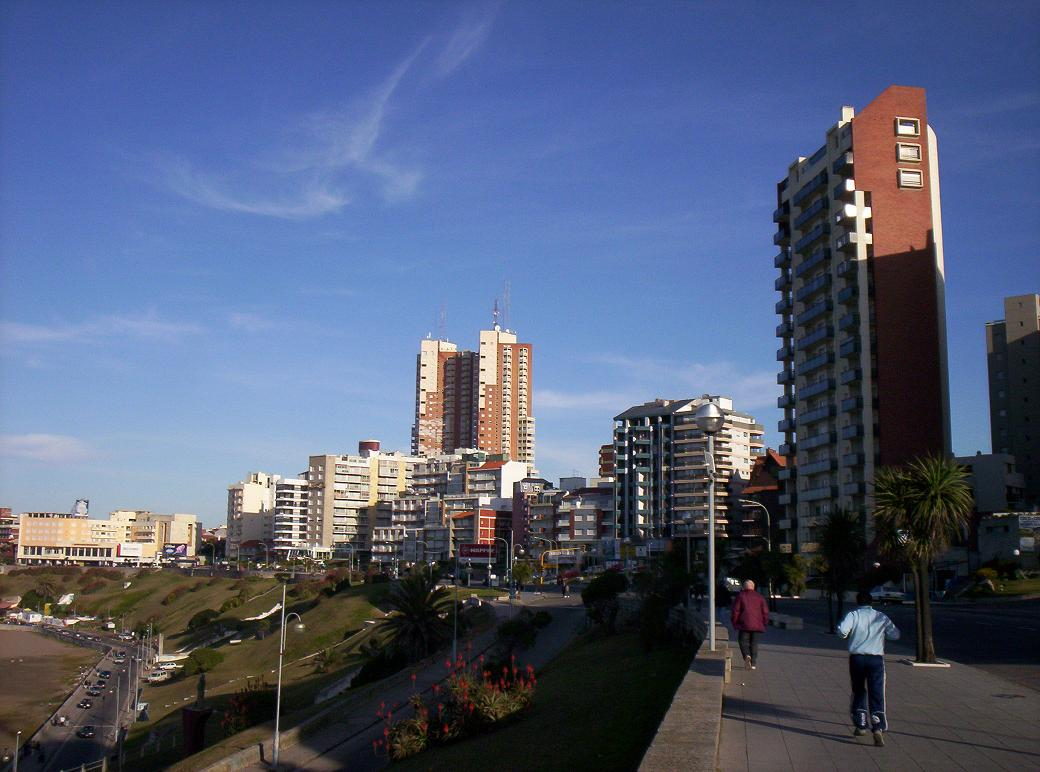
La amplia vereda del Bulevar Marítimo bordea los acantilados parquizados.

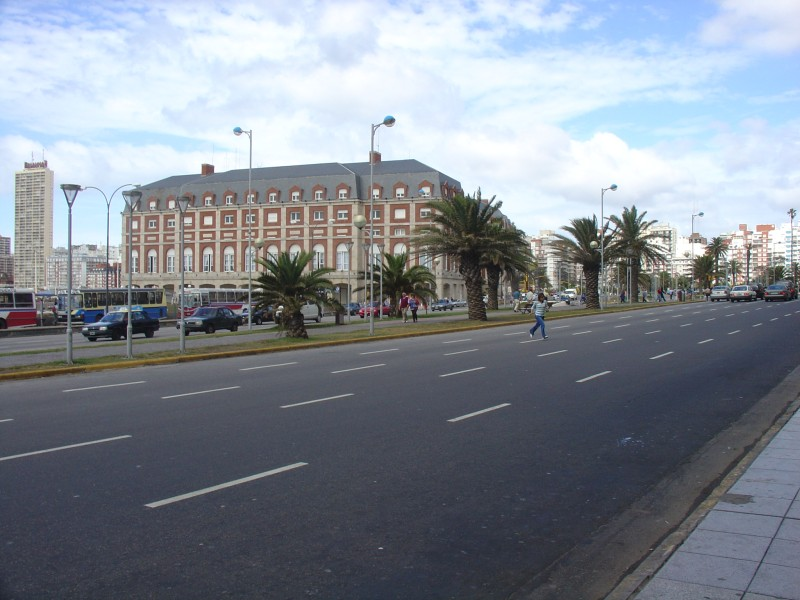
El bulevar pasa frente al Casino Central y al Hotel Provincial.

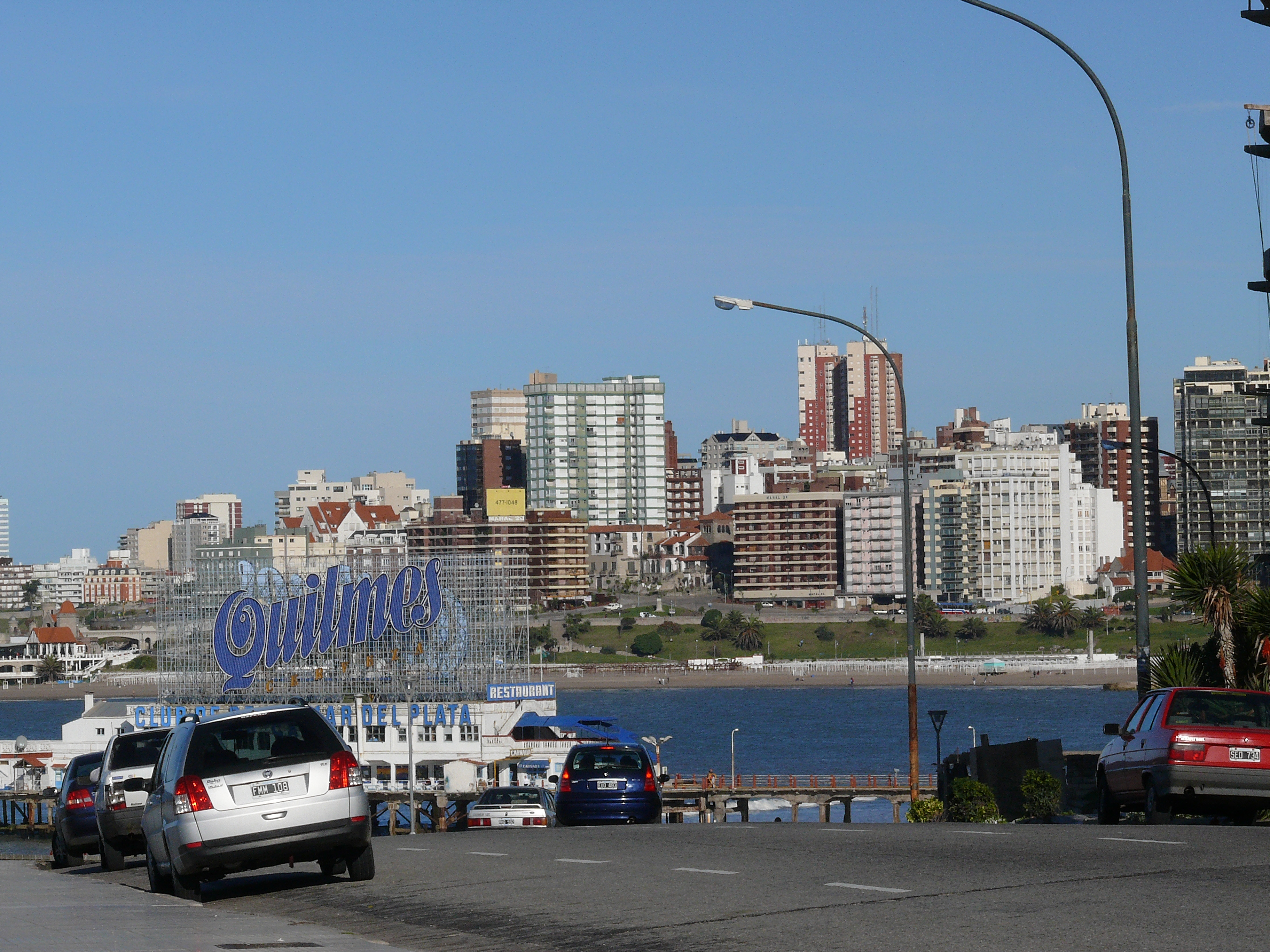
Muelle del Club de Pescadores y vista panorámica.

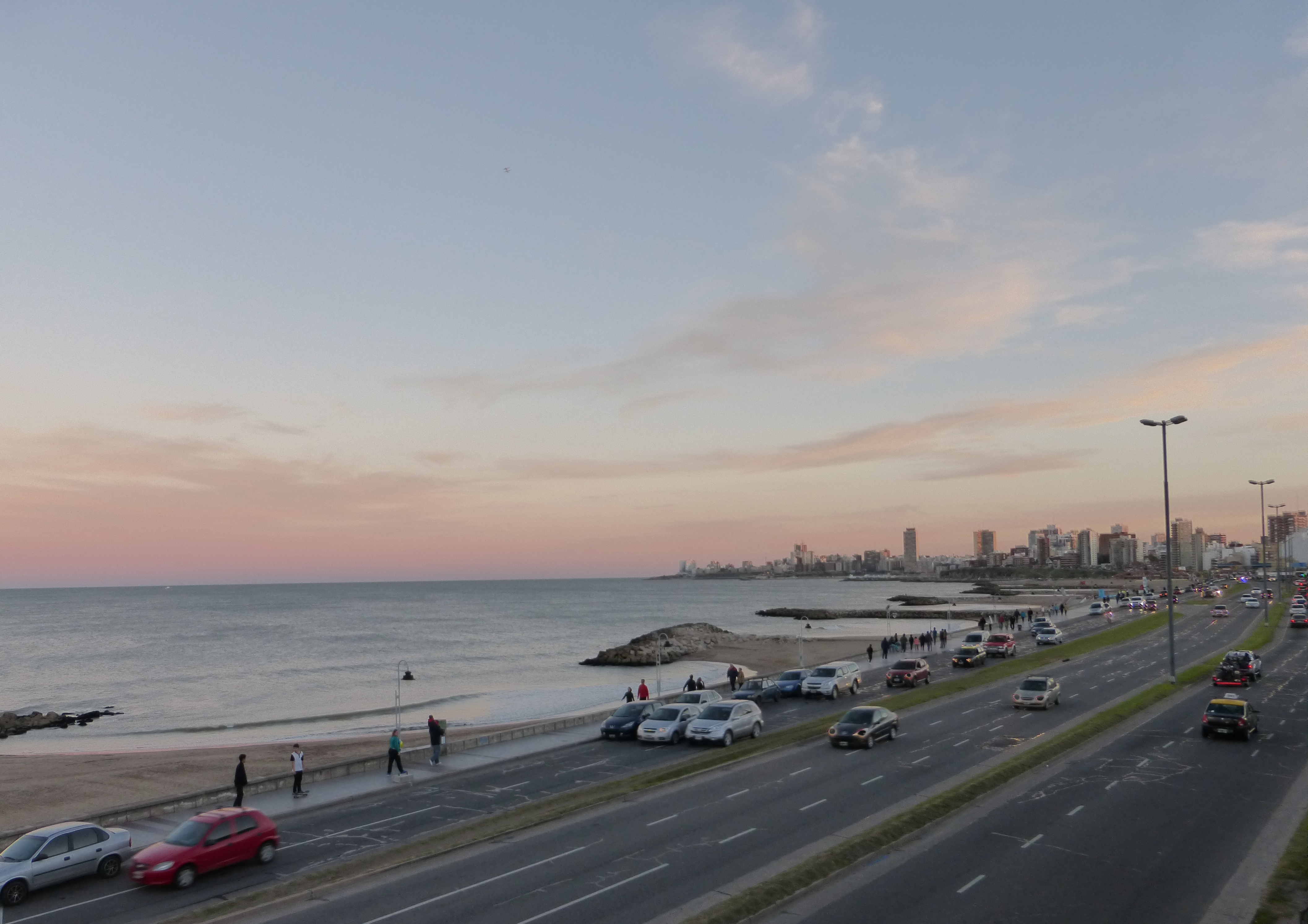
Vista del bulevar en la zona norte de la ciudad.

El origen del Bulevar Marítimo puede encontrarse en el diseño urbano del pueblo de Mar del Plata, realizado por el ingeniero Charles de Chapeaurouge y aprobado por el Gobierno de Buenos Aires en 1874.
Entre las actuales calles San Martín y Rivadavia se construyó hacia 1890 el edificio que albergaba los comedores y salones de baile del Bristol Hotel junto con el Club Pueyrredón. Este hotel fue uno de los más lujosos de la Argentina y sirvió para comenzar a atraer a los miembros de la elite de Buenos Aires al nuevo balneario, para que comprasen lotes allí. Así, sobre esta avenida costanera se construyeron algunas de las residencias de verano más ostentosas y lujosas de las familias más adineradas de la capital que comenzaron a elegir Mar del Plata para pasar sus vacaciones de cuatro meses de duración en la playa, como alternativa a Francia.
En 1900 los ingleses que trabajaban para el Ferrocarril del Sud inauguraron el Golf Club Mar del Plata frente a la costanera, aún existente. En 1908 se construía el Paseo General Paz, un extenso parque costero diseñado por el paisajista francés Charles Thays, que sería reemplazado en 1939 por la construcción del complejo de Casino Central y Gran Hotel Provincial. En 1910, en Bulevar Marítimo y Avenida América (hoy llamada Pedro Luro) se inauguraba el exclusivo Club Mar del Plata, edificio de estilo academicista francés que fue lugar de reunión y sociales de la aristocracia porteña
Por otra parte, diversas ramblas y muelles fueron construidos sobre las playas frente al Bulevar Marítimo, siendo algunas de ellas destruidas por tormentas, otras incendiadas. En 1912 se construyó la famosa Rambla Bristol, un ostentoso paseo techado coronado por dos grandes cúpulas en sus dos extremos y con marquesinas de hierro y vidrio para las mesas de confiterías como La Brasileña.
Hacia el sur, se abría un camino entre las rocas que conducía a la Torre Belvedere (hoy llamada Torreón del Monje, un curioso edificio de estilo castillesco, con una torre almenada, donde años más tarde se practicaría tiro a la paloma. Y más hacia el sur, adonde no existían casi construcciones, frente a la Playa de los Ingleses un grupo de inversores británicos intentó construir hacia 1890 el monumental Hotel Saint James, edificio que quedó trunco luego del Pánico de 1890, y abandonado sin terminar sería demolido recién en 1925. Hacia esos años, fue pavimentado frente a Playa de los Ingleses el camino costero Paseo Jesús de Galíndez, que se abría del Bulevar Marítimo para bajar hacia la playa junto a los acantilados de roca. En Punta Iglesia ocurría algo similar con el Paseo Adolfo Dávila, que llevaba hacia Playa La Perla.
Diversos procesos sociales y políticos llevaron a un profundo cambio en las clases sociales que eligieron Mar del Plata para veranear. Luego de la Gran Depresión de 1930, la clase alta que vivía especialmente de las rentas agrarias quedó muy golpeada y perdió buena parte de su poder adquisitivo, al tiempo que la clase media-alta pudo acceder a casas más modestas en el balneario. Hacia mediados de la década, se desarrolló sobre Plaza España la Exposición Feria frente Bulevar Marítimo, donde fue construida una torre mirador, la estructura más alta en hormigón armado de Argentina en esos años, desplazada por el Edificio Kavanagh de Buenos Aires en 1936.
En 1938, el gobierno del conservador Manuel Fresco tomó una serie de medidas con el claro propósito de cambiar la escala de Mar del Plata a un nivel masivo: se pavimentó la Ruta 2 que venía desde Buenos Aires (año 1938) y se encargó al arquitecto Alejandro Bustillo un conjunto monumental compuesto por dos edificios gemelos, el Casino Central (1939) y el Gran Hotel Provincial (1950). Este par de grandes construcciones no solo se construyó sobre el antiguo Paseo General Paz sino que separó físicamente a los edificios y casas sobre el Bulevar Marítimo de la Playa Bristol y la vista al mar.
Pero fue la llegada de Juan Domingo Perón a la presidencia la que cambió definitivamente a Mar del Plata, a partir de 1946. Los sindicatos compraron los antes exclusivos hoteles marplatenses para sus afiliados, se construyeron los complejos de hotelería social en Chapadmalal y se brindó alojamiento gratuito a grandes cantidades de obreros y empleados. Poco a poco, el frente costero del Bulevar Marítimo comenzó a cambiar, y sus lujosos palacetes iban siendo demolidos y reemplazados por grandes hoteles o edificios de departamentos de veraneo. Era un doble proceso: la clase alta abandonaba la ciudad que iba perdiendo su exclusividad, vendiendo sus residencias, y las constructoras las compraban para edificar en altura y vender a las nuevas clases sociales que ahora podían acceder a un mínimo departamento frente al mar.
Al mismo tiempo, nuevos edificios iban surgiendo hacia los extremos de la costa: playas La Perla y de los Ingleses, mientras la ciudad crecía y crecía tanto en extensión como en la altura de sus construcciones. Así, para la década de 1970 pocas residencias de lujo sobrevivían sobre el Bulevar Marítimo como testimonio de los veraneos aristocráticos del 1900, encerradas entre paredes de edificios de departamentos mínimos y de baja calidad de construcción.
En 1966, el empresario Demetrio Elíades, fundador de la casa de alfajores Havanna emprendió la construcción del edificio más alto de la ciudad, el Palacio Belvedere, frente a la Playa Las Toscas. Debido a su muerte durante las obras, la imponente torre de 125 metros de altura fue llamada Edificio Demetrio Elíades. Por esos mismos años, donde antes existía el comedor del Bristol Hotel, un grupo inmobiliario encabezado por el banquero David Graiver emprendió la cuestionada construcción del Bristol Center, un complejo de tres torres residenciales y un centro cultural, muy polémico por la sombra que proyectaría sobre la playa y por superar con creces la altura máxima permitida para los edificios costeros. Muerto Graiver en 1976, en un dudoso accidente aéreo, el proyecto quedó trunco cuando solo una de las torres estaba casi concluida; hasta la actualidad el Bristol Center continua inconcluso.
Hacia la década de 1980 comenzó a frenarse el desarrollo inmobiliario, estancándose durante las siguientes décadas durante las cuales Mar del Plata sufrió una creciente decadencia como destino turístico y como ciudad, alcanzando su punto crítico luego de la Crisis de 2001, cuando los niveles de desocupación superaron el 22%. Luego Mar del Plata comenzó a aumentar su concurrencia veraniega hasta alcanzar sus niveles históricos, y así se reactivó nuevamente la construcción de edificios frente al mar. 
Pero diversos grupos de ciudadanos marplatenses, que comenzaron a valorar la calidad de patrimonio cultural de los pocos chalets y residencias que sobrevivían en el Bulevar Marítimo, se movilizaron en diversas oportunidades para salvar de la demolición a los pocos ejemplos sobrevivientes de las casas de comienzos del 1900 frente al mar. Así, la construcción en altura se dio en la década del 2000 especialmente frente al Parque San Martín y en Playa Grande.
- Datos: Q5732824
- Multimedia: Boulevard Marítimo / Q5732824